# Palosaaret (ö i Lappland, Norra Lappland)
Palosaaret är en ö i Finland. Den ligger i sjön Simmettijärvi och i kommunen Enare i den ekonomiska regionen Norra Lappland och landskapet Lappland, i den norra delen av landet, 1 000 km norr om huvudstaden Helsingfors. Öns area är 12,9 hektar och dess största längd är 0,7 kilometer i sydväst-nordöstlig riktning.  Notera att namnet antyder att det är fråga om flera öar.